# Штур (громада)
Штур (нім. Stuhr) — сільська громада в Німеччині, розташована в землі Нижня Саксонія. Входить до складу району Діпгольц.
Площа — 81,65 км2. Населення становить 33 494 ос. (станом на 31 грудня 2021).